# Longinus Podbipięta

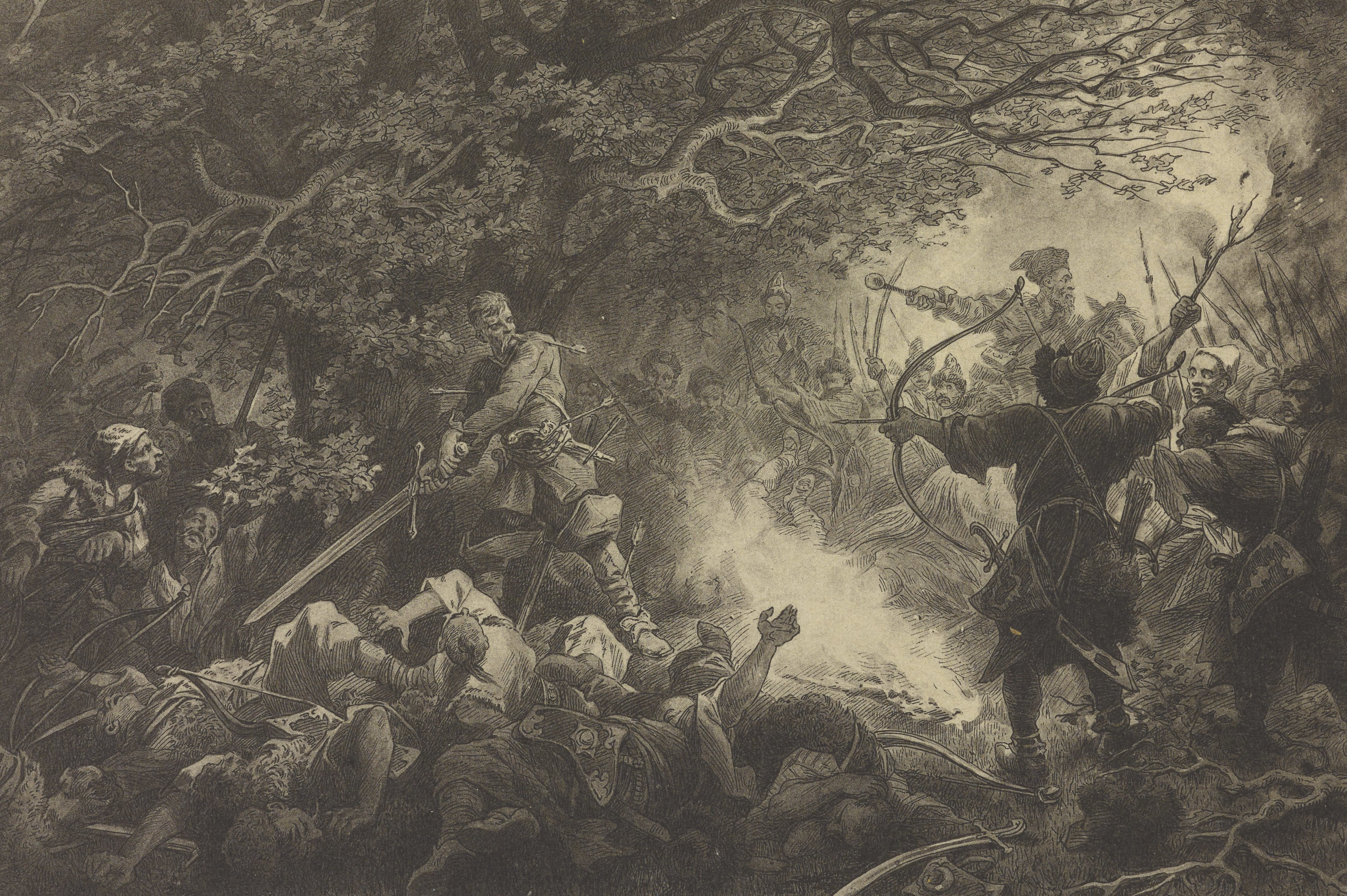
Smrt Longina Podbipięty podle Juliusze Kossaka

Longinus Podbipięta je fiktivní postava v románu Ohněm a mečem (Ogniem i mieczem), který napsal polský spisovatel Henryk Sienkiewicz. Pochází z Litvy, z vesnice Myszykiszki a jeho erb nese jméno „Zerwikaptur“. Na začátku románu (1647) má okolo 45 let. Jakožto rytíř složil slib, že bude držet celibát do té doby, dokud stejně jako jeho praděd v bitvě u Grunwaldu nesetne naráz tři nepřátelské hlavy svým velikým obouručním mečem. Mezi jeho knižní přátele a spolubojovníky patří Zagłoba, Jan Skrzetuski, Michał Wołodyjowski a Rzędzian.
Podbipięta je muž nadprůměrného vzrůstu, který disponuje velikou fyzickou silou. I přes to se jedná o hluboce v Boha věřícího, dobromyslného a laskavého člověka, jenž má ovšem časté sklony k naivitě.

Erb „Zerwikaptur“

Jeho účast na dění v románu začíná uvnitř čyhyrynské krčmy, kde tráví svůj volný čas ve společnosti pana Zagłoby a zdejších hostů. Tam ho taktéž pozná Jan Skrzetuski, náměstek husarské korouhve knížete Jeremiáše Wiśniowieckého a hlavní postava příběhu. Ten jej zavede do Luben, kvůli jeho vlastnímu zájmu o službu v knížecím vojsku. Zde Podbipięta pozná lásku svého života, Anusi Borzobohatou-Krasieńskou. Nemůže si ji ovšem vzít, a to kvůli svému slibu, který kdysi složil. Mimo svou službu ve knížecím vojsku také pomáhá najít snoubenku Skrzetuského, Helenu Kurczewiczównu, kterou unesl kozácký podplukovník Bohun.
Během vypuklého Chmelnického povstání (1648–1654) se spolu se svými přáteli účastní řady bitev na straně Rzeczpospolity (Polsko-litevska), jako například bitvy u Konstantynowa (1648), obležení Zamościa (1648) nebo obležení Zbaraže (1649).
Právě při obležení Zbaraže se mu konečně podaří splnit jeho dlouholetý slib, když při nočním útoku na okopy naráz setne třem janičárům hlavy. Kvůli této události se rozhodne, že pronikne obležením pevnosti a požádá o pomoc polského krále Jana Kazimíra. Avšak volba se mu stane osudnou. Při své cestě se dostane do obklíčení Tatarů, kde zemře hrdinskou smrtí poté, co ho prostřílí šípy z luků. Zůstane pochovaný ve Zbaraži.

## Původ erbu „Zerwikaptur“
Dle knižní pověsti, roku 1410 v bitvě u Grunwaldu, litevský šlechtic Stowejko Podbipięta (praděd Longina Podbipięty) sťal naráz, jistým obouručním mečem, třem řádovým rytířům v mnišských kápích hlavy. Jelikož oni rytíři měli na štítech vyobrazenou kozí hlavu, tak mu nechal král Jagello dát do erbu tyto kozí hlavy tři.

## Ve filmu
Ve filmu Ohněm a mečem (1999), který natočil polský režisér Jerzy Hoffman, si Podbipiętu zahrál herec Wiktor Zborowski.

## V hudbě
Dnes již mrtvý polský textař a písničkář Jacek Kaczmarski složil na počest tohoto litevského rytíře píseň „Pan Podbipięta“.